# Удари Ізраїлю по Ірану (жовтень 2024)
Рано-вранці 26 жовтня 2024 року Армія оборони Ізраїлю (ЦАХАЛ) почала завдавати авіаударів по військових об'єктах в Ірані. Операція отримала назву «Дні покаяння». Прес-служба ЦАГАЛю заявила, що ударів було завдано у відповідь на іранські удари по Ізраїлю 1 жовтня 2024 року та у зв'язку з діями бойовиків контрольованої Іраном «Осі опору». В атаці задіяно понад 100 літаків, у тому числі стелс-винищувачі F-35. Про атаки Ізраїль повідомив адміністрацію Байдена.
Державна телевізійна служба Ірану розповсюдила повідомлення про звуки вибухів по всьому Тегерану. Атака, мабуть, була спрямована на склади зброї і казарми. Повідомлялося також про вибухи у місті Карадж, розташованому на захід від Тегерана. З іншого боку, вибухи було чути поблизу Мешхеда, Керманшаха, Зенджана.
Це перша в історії військова операція на території Ірану, за яку Ізраїль офіційно взяв відповідальність.